# 沙田醫院
沙田醫院（英語：Shatin Hospital）成立於1991年12月2日，並於1994年2月1日全面開放。沙田醫院位於香港新界沙田區亞公角亞公角街33號，城門河道之東南岸，隔河面對彭福公園及沙田馬場。
沙田醫院前稱「沙田護養院」。鄰近的醫療機構包括沙田慈氏護養院及白普理寧養中心。1998年7月，時任中共中央總書記兼國家主席江澤民曾到該醫院參觀。

## 設施及服務

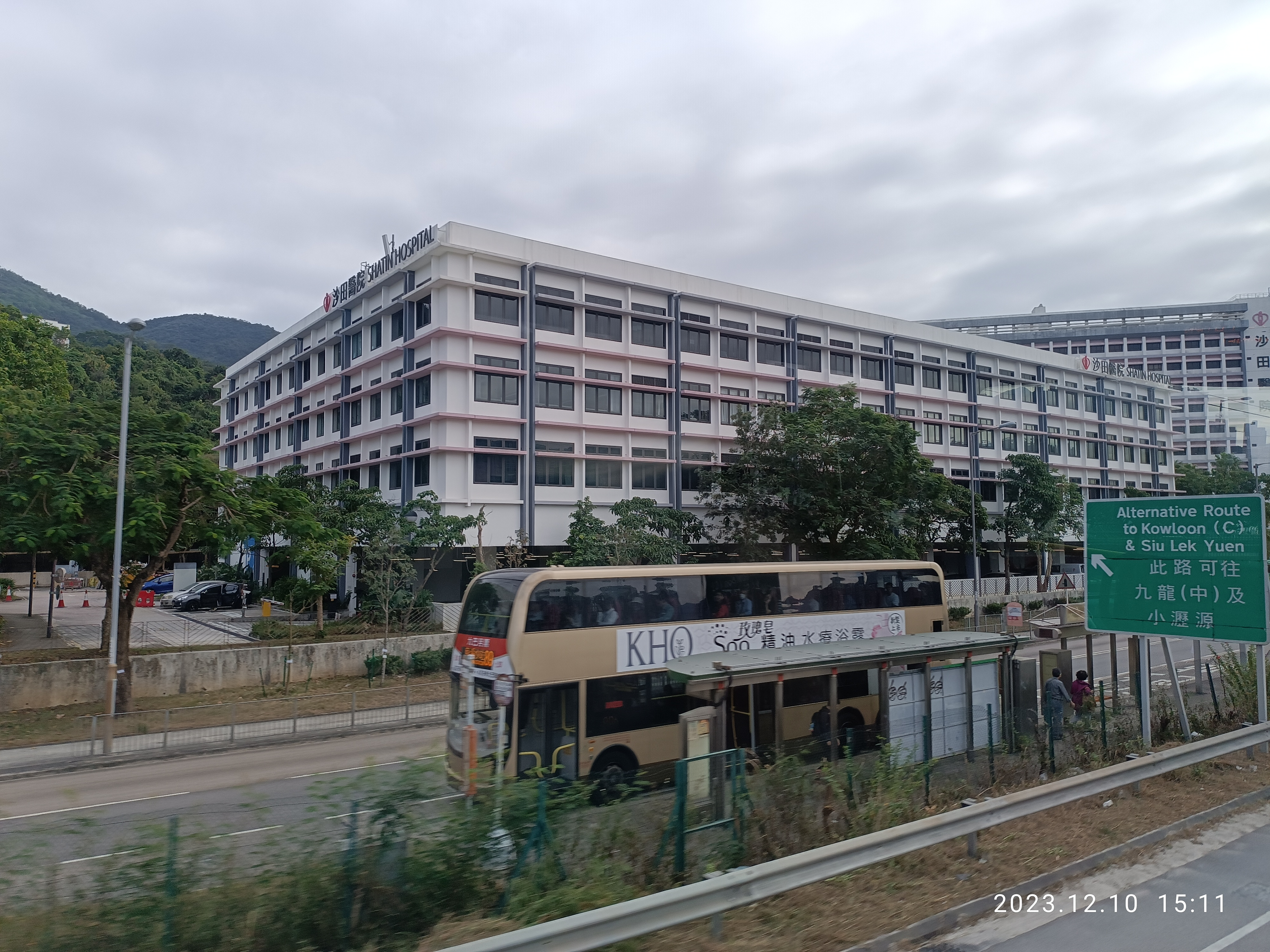
沙田醫院調遷大樓（2023年）

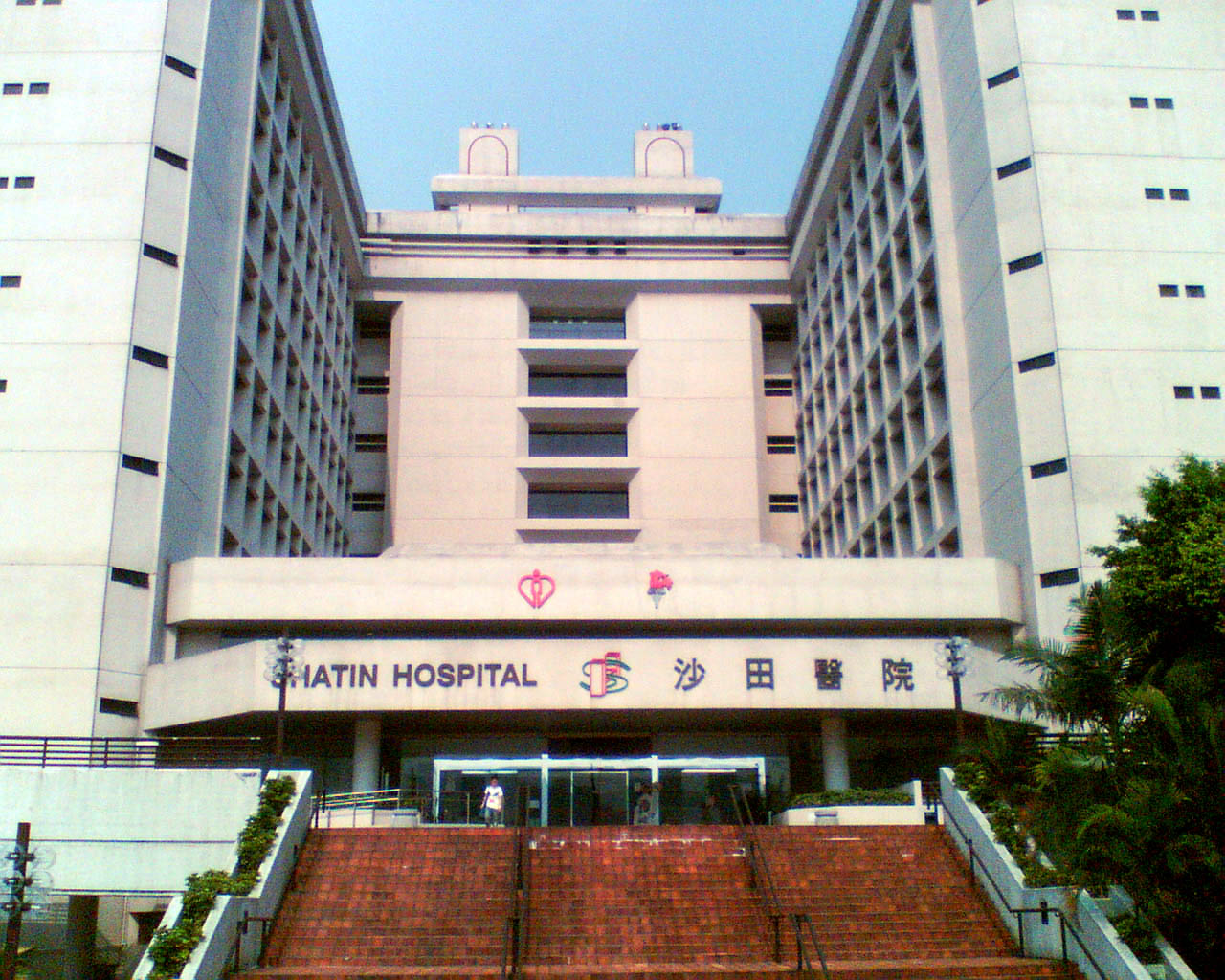
沙田醫院正門（2006年）

截至2021年3月底，沙田醫院設有病床591張，精神科日間病位144個、老人科日間病位398個及寧養紓緩日間病位49個。醫院提供的專科服務包括內科及老人科、外科、成人及老人精神科、腫瘤科及善終服務，亦設有睡眠檢查室。

## 事件
一名患有長期病患的87歲男病人，於2016年3月30日於沙田醫院內科病房因病情惡化而處於彌留狀態，其後心電圖亦無顯示心跳，當值護士在未有醫生簽署死亡文件下，便將病人移送殮房。有媒體收到投訴向醫院查詢後，院方到晚上才確認事故，並指已向家屬道歉，及向醫管局呈報事件。立法會議員指院方處理手法不合理，而醫管局不對外公布的手法亦有欠透明度。

## 外部連結
- 醫院管理局相關網站 - 沙田醫院（页面存档备份，存于）